# Hacılar Höyük
Koordinaten: 37° 35′ 4″ N, 30° 5′ 5″ O

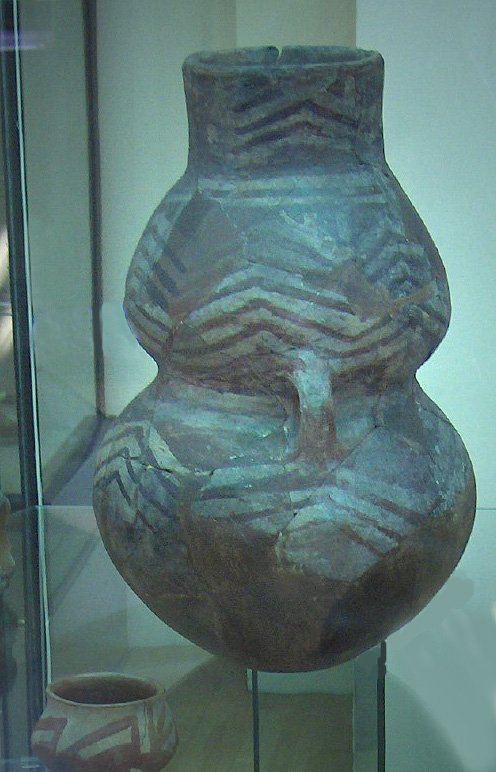
Bemaltes Gefäß aus Hacilar

Hacılar Höyük (üblicherweise kurz als Hacılar bezeichnet) ist eine Ausgrabungsstätte in der südwestlichen Türkei, ca. 25 km von Burdur entfernt.
In Hacılar wurden die Reste eines jungsteinzeitlichen und kupfersteinzeitlichen Dorfes ausgegraben. Der kleine Tell war ca. 5 m hoch und 150 m breit. Ausgrabungen fanden von 1957 bis 1961 durch James Mellaart statt. Die ältesten Schichten gehören dem präkeramischen Neolithikum an und datieren in das achte vorchristliche Jahrtausend. Dem 6. Jahrtausend sind neun Schichten zuzuordnen, die älteste von ihnen enthielt fast nur undekorierte Keramik. Schicht VI, die um 5600 v. Chr. datiert, ist am besten erforscht. Es fanden sich neun Lehmziegel-Bauten, die um einen Platz gruppiert waren. Lebensgrundlage waren der Ackerbau (Emmer, Einkorn, Weichweizen, Gerste, Erbsen und Wicken) und Viehzucht, es fanden sich Knochen von Rindern, Schweinen, Schafen, Ziegen und Hunden. Die Keramik ist einfach, einige aufwendige Exemplare bilden Tiere nach. Bemerkenswert sind zahlreiche Ton-Figuren nackter Frauen.
Ab Schicht V kommt Buntkeramik auf. Gefäße sind von da an teilweise mit geometrischen Mustern dekoriert. In Schicht II (ca. 5300 v. Chr.) wurde das Dorf befestigt und hatte einen kleinen Tempel. Die Siedlung der Schicht I, die um 5000 v. Chr. datiert, unterscheidet sich wesentlich von den früheren Schichten, und es wird vermutet, dass hier Neuankömmlinge siedelten. Der Ort ist nun stark befestigt. Die Keramik ist sehr gut gearbeitet und meist rot auf weiß bemalt.